# Кроакс ан Бри
Кроакс ан Бри (фр. Croix-en-Brie) је насељено место у Француској у региону Париски регион, у департману Сена и Марна.
По подацима из 2011. године у општини је живело 669 становника, а густина насељености је износила 22,73 становника/km².

## Демографија
| 1962. | 1968. | 1975. | 1982. | 1990. | 2011. |
| ----- | ----- | ----- | ----- | ----- | ----- |
| 582   | 547   | 513   | 551   | 615   | 669   |